# Kleiner Wanderbläuling

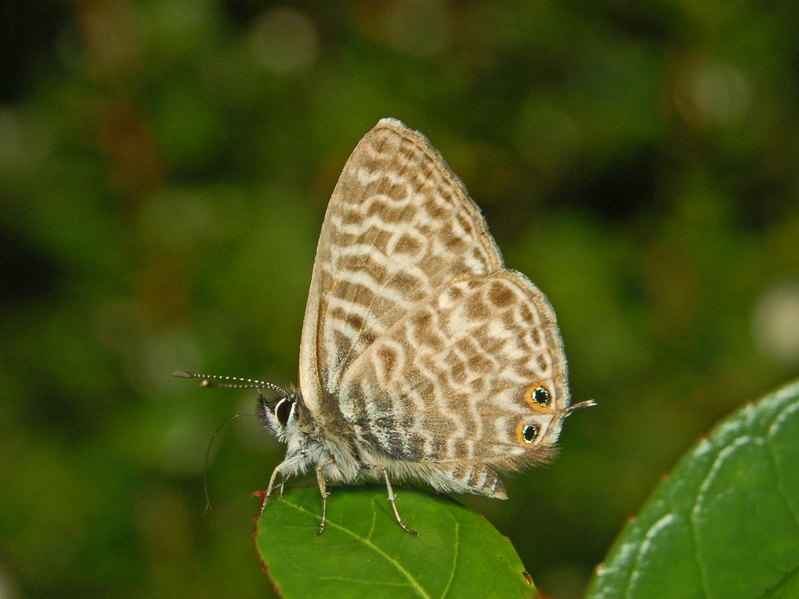
Flügelunterseiten

Der Kleine Wanderbläuling (Leptotes pirithous) ist ein Schmetterling (Tagfalter) aus der Familie der Bläulinge (Lycaenidae).

## Merkmale

### Falter
Die Falter erreichen eine Flügelspannweite von etwa 24 bis 27 Millimetern. Charakteristisch für die Art sind dünne Schwänzchen am Analwinkel. Die Flügeloberseiten der Männchen sind schwach blau bis graublau gefärbt, gelegentlich mit einem leicht violetten Schimmer, während die Weibchen nur in der Basalregion eine schwach blaue Farbe haben, die nach außen in einen graubraunen Farbton übergeht. Die Hinterflügel zeigen auf den Oberseiten am Analwinkel zwei schwarze, weiß umrandete Augenflecke, von denen einer oftmals sehr undeutlich ist. Auf den Hinterflügelunterseiten befindet sich eine netzartige, bräunliche oder graue Zeichnung, die jedoch keine weißliche Binde beinhaltet Am Ansatz der Schwänzchen sind zwei orangefarbene, blau gekernte Augenflecke zu erkennen.

### Ei, Raupe, Puppe
Das Ei ist gelblich gefärbt und zeigt eine feine Netzgitterstruktur. Bei den Raupen kommen grüne oder bräunlich gefärbte Exemplare vor. Sie haben eine dunkle Rückenlinie sowie ebenfalls dunkle Schrägstriche. Die Puppe hat eine gelbliche Grundfarbe, von der sich einige braune Zeichnungselemente abheben.

### Ähnliche Arten
Die Falter des Großen Wanderbläulings (Lampides boeticus) sind mit einer Flügelspannweite von etwa 28 bis 35 Millimetern deutlich größer. Auf der Hinterflügelunterseite befindet sich bei dieser Art außerdem eine schmale weißliche Binde.

## Verbreitung
Der Kleine Wanderbläuling kommt im Mittelmeerraum, in der Türkei, in Saudi-Arabien sowie weiter östlich durch Asien bis nach Indien vor. Außerdem besiedelt er viele Gebiete in Afrika. Die Art ist in Deutschland, Österreich und der Schweiz nicht heimisch. Dennoch erscheint sie in teilweise großen zeitlichen Abständen als Wanderfalter in diesen Ländern. Die Tiere leben an heißen, trockenen Stellen oder in Luzernenfeldern.

## Lebensweise
Die Falter fliegen in mehreren Generationen pro Jahr und sind von Februar bis Oktober anzutreffen. Die Raupen leben an verschiedenen, teils länderspezifischen Pflanzen, zu denen diverse Hülsenfrüchtler (Fabaceae), Rosengewächse (Rosaceae), Bleiwurzgewächse (Plumbaginaceae), Weiderichgewächse (Lythaceae) und Heidekrautgewächse (Ericaceae) zählen.